# Phallografie
Die Phallografie (oder Phallographie, von Phallus (erigierter Penis) und γράφειν gráphein „schreiben“, „zeichnen“) bezeichnet die medizinische Messung und Aufzeichnung von Erektionen.
Bei der Phallografie wird ein Messinstrument (Erektometer, Dehnungsschreiber, Plethysmograph) am Penis des Patienten befestigt. Dieses misst während des Messzeitraums fortwährend den Penisumfang und die Penissteifheit. Die penilen Funktionszustände über die verschiedenen Stadien der sexuellen Erregung werden dabei in Flakzidität (Schlaffheit), Tumeszenz (Anschwellung), Rigidität (Härte) und Detumeszenz (Abschwellung) eingeteilt.

## Technik und Geschichte
Der erste Phallograf wurde in den 1950er Jahren von dem tschechoslowakischen Forscher Kurt Freund entwickelt. Der ursprüngliche Zweck des Gerätes war, Männer davon abzuhalten, zu behaupten, sie seien homosexuell, um nicht in den Militärdienst eingezogen zu werden.
Auch für Frauen wurde ein entsprechendes Messgerät entwickelt, das im Englischen vaginal photoplethysmograph (VPG) genannt wird. Es misst die Durchblutung der Vagina, anhand deren sich ebenfalls sexuelle Erregung ablesen lässt. Der erste VPG wurde 1967 von Palti und Berovici entwickelt und 1975 von Sintchak und Geer weiterentwickelt. Eine einfache Variante bedient sich eines eingeführten Thermometers mit Fernanzeige.

## Anwendungsgebiete
Die Phallografie hat verschiedene Anwendungen in der Medizin, Sexualwissenschaft, Kriminologie und Sexualtherapie.

### Potenzstörungen
Bei Verdacht auf psychisch bedingte Ursachen bei einer erektilen Dysfunktion, kann eine „nächtliche penile Tumeszenzmessung“ (NPT) indiziert werden. Diese Art der Phallografie wird in der Regel in einem Schlaflabor durchgeführt, bei der die nächtlichen Schlaferektionen gemessen und aufgezeichnet werden. Allerdings schließt allein auch eine positive NPT (4–5 erektile Episoden) eine organische Ursache der Potenzstörung, wie z. B. eine periphere Neuropathie, nicht aus.

### Feststellung sexueller Orientierung und Präferenz
Weiterhin lässt sich die Technik der Phallografie dazu verwenden, die „sexuellen Präferenzen“ von männlichen Personen zu ermitteln. Dabei werden die Probanden sexuellen Reizen, meist einschlägigen Bildern, Filmen und Tonbändern, ausgesetzt.
Die Aussagekraft ist aber beschränkt. So wird beispielsweise ein hoher Prozentsatz erwachsener Männer durch präpubertäre Stimuli sexuell erregt – Wolfgang Berner kam auf einen Anteil von 25 % –, ohne sie zu präferieren oder danach zu handeln. Ebenso sind Menschen, die Kinder präferieren, teils auch durch Erwachsene stimulierbar. Eine weitere Studie beachtete sowohl drei präferierte Altersgruppen als auch das präferierte Geschlecht und zeigt die Streuungen.
Diese Art der Phallografie wurde früher schon im Rahmen von Strafverfahren bei Sexualdelikten eingesetzt. Gegen den Willen des Beschuldigten darf die Methode aber nicht angewendet werden. Ob der Beschuldigte, um etwa einen Beweis für seine Unschuld zu erbringen, in die Phallographie einwilligen darf, ist umstritten, wurde aber von Gerichten in der Vergangenheit (1977) zum Teil bejaht. In den Vereinigten Staaten ist die Methode seit 1993 nicht zur Schuldfeststellung anwendbar.
Seit 2006 wird der Test in Tschechien – der Heimat des Erfinders – bei manchen Asylbewerbern auf „freiwilliger“ Basis angewandt, die eine Verfolgung wegen ihrer Homosexualität geltend machten. Um die Homosexualität im Zweifelsfall zu verifizieren, werden heterosexuelle Stimuli verwendet, die keine Reaktion hervorrufen sollten. Von EU-Innenkommissarin Cecilia Malmström wurde dies als entwürdigend bezeichnet und die EU-Kommission hat eine Untersuchung eingeleitet. In Deutschland werden solche Verifizierungsversuche mit einer Befragung durch erfahrene Sexualwissenschaftler über die Biografie und Verfolgung durchgeführt.

### Therapiekontrolle
In den Vereinigten Staaten wird das Gerät bei der Behandlung und Therapiekontrolle von verurteilten Sexualstraftätern verwendet.

### Aversionstherapie
In den USA wird die Phallografie im Rahmen von Aversionstherapien zur Korrektur von ungewünschten sexuellen Präferenzen oder Orientierungen eingesetzt. Seit den 1980er Jahren wird auch versucht, die sexuellen Präferenzen von minderjährigen „Sexualstraftätern“ gezielt zu verändern. Dabei werden den Jugendlichen Erektionsmessgeräte am Penis befestigt und sie werden sexuellen Reizen wie Bildern, Tonaufnahmen oder Videos ausgesetzt. Sobald sie eine (Teil-)Erektion haben, erhalten sie negative Reize wie Elektroschocks oder augenreizende Ammoniakdämpfe.